# Chaoilta producta
Chaoilta producta är en stekelart som först beskrevs av Brulle 1846.  Chaoilta producta ingår i släktet Chaoilta och familjen bracksteklar. Inga underarter finns listade i Catalogue of Life.